# Futbol a Sèrbia

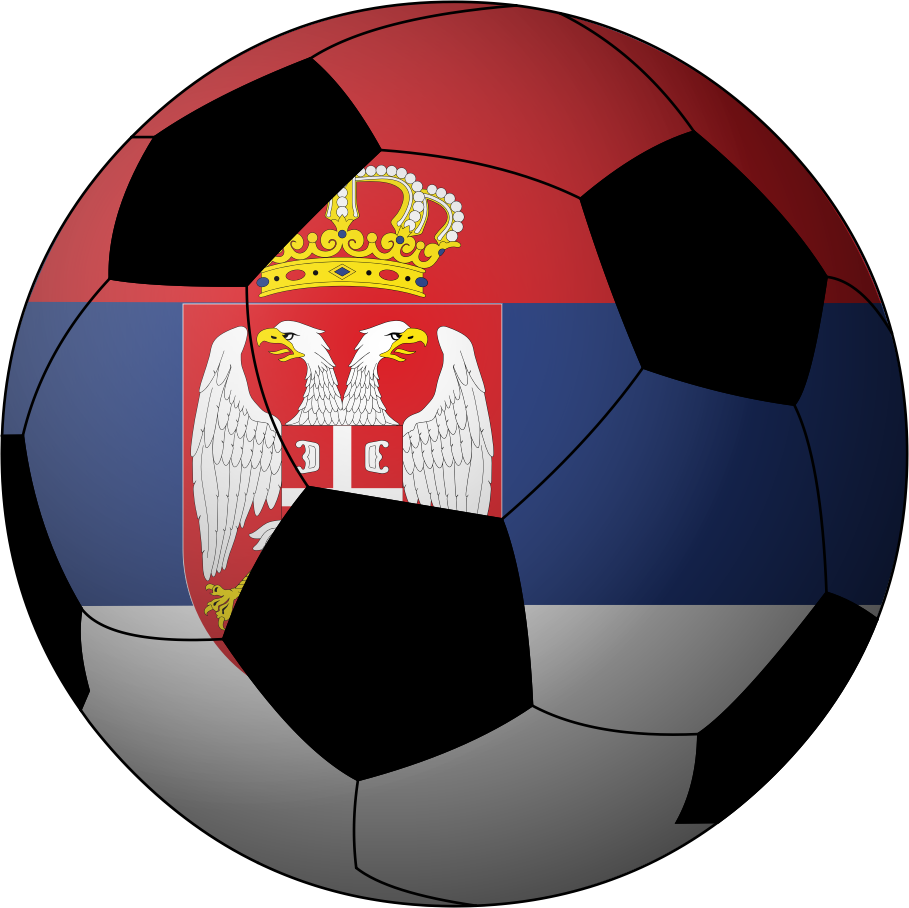

El futbol és l'esport més popular a Sèrbia. És organitzat per la Federació Sèrbia de Futbol (FSS).

## Història

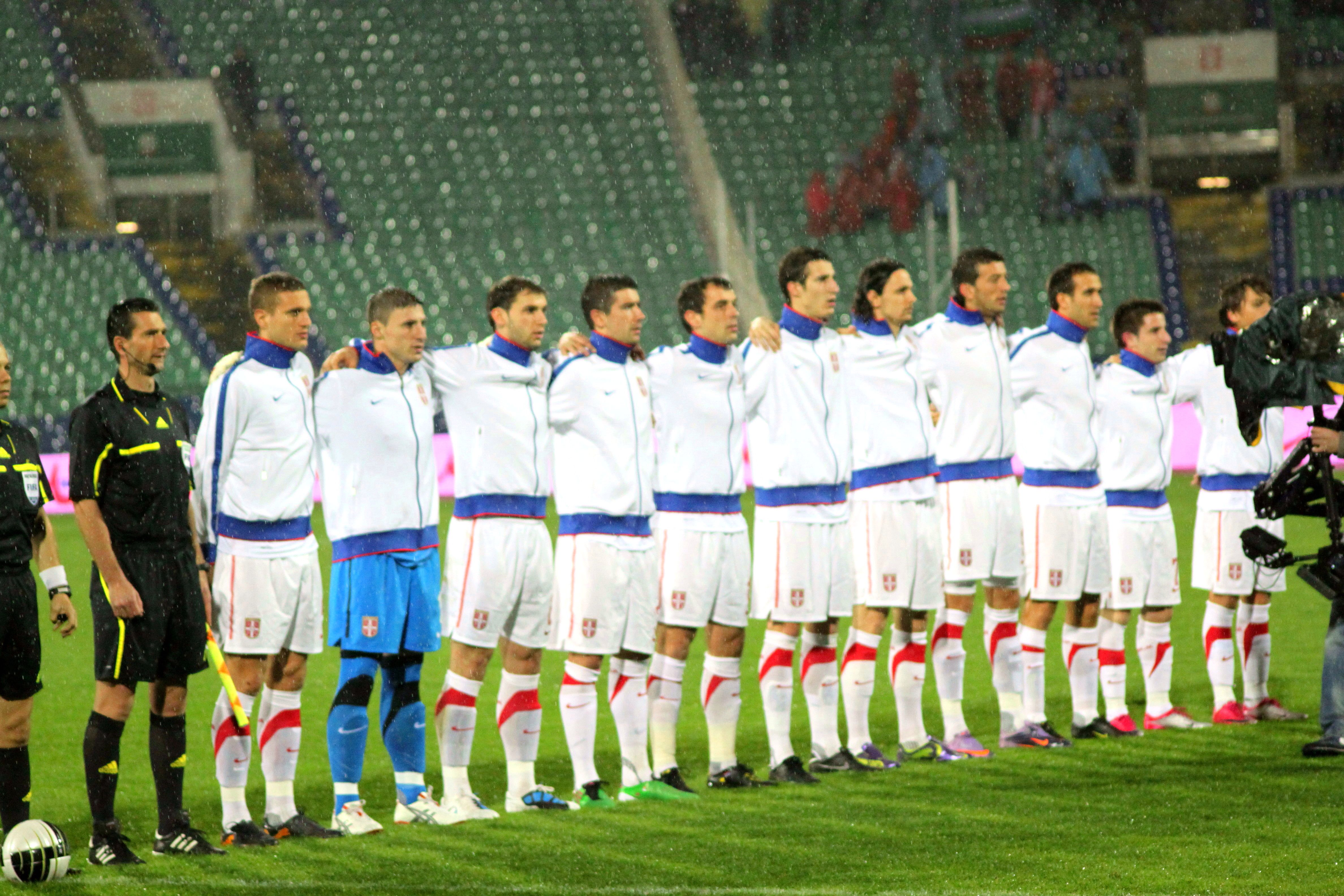
Selecció de Sèrbia.

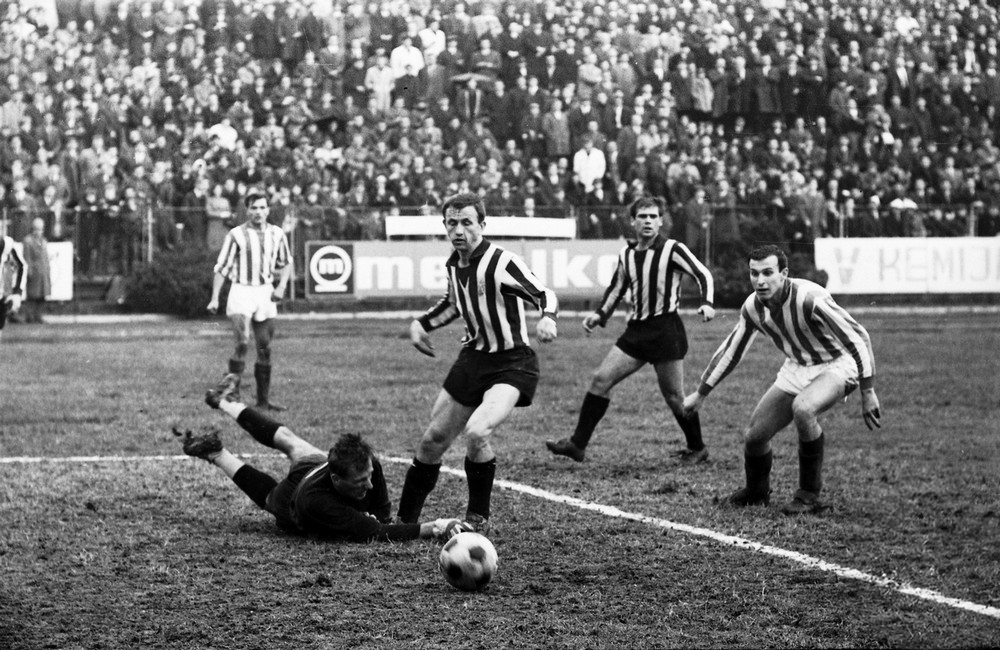
Partit entre Olmpija i Estrella Roja el 1966.

Abans de la Primera Guerra Mundial, Sèrbia era una nació independent que incloïa els seus territoris actuals, més Macedònia, però no Vojvodina. En aquest context aparegué el futbol al país i els primers clubs foren el FK Backa Subotica (1901) i el Soko Beograd (1903). Un cop finalitzada la Gran Guerra nasqué Iugoslàvia i el 1919 es fundà la Federació de Iugoslava de Futbol (Fudbalski Savez Jugoslavija) amb seu a Zagreb, que el 1929 es traslladà a Belgrad. Aquests anys aparegueren a Sèrbia clubs destacats com el BASK Beograd, Beogradski SK (BSK, actual OFK), SK Jugoslavija, NAK Novi Sad, Sumadija Kragujevac o SAND Subotica. Els dos grans clubs serbis de l'actualitat, el FK Crvena Zvezda (Estrella Roja) i el FK Partizan nasqueren tot just acabada la Segona Guerra Mundial, el 1945.
L'any 1992, Iugoslàvia es desintegra en diversos estats, però la federació de futbol mantingué el nom, formada només per clubs serbis i montenegrins, fins al 2003 en què esdevingué Federació de Sèrbia i Montenegro. L'any 2006, els dos membres que en formaven part se separaren i nasqué l'Associació Sèrbia de Futbol.
L'Estrella Roja guanyà la Copa d'Europa de futobl l'any 1991, el major èxit d'un club serbi en la història.

## Competicions
- Lliga sèrbia de futbol
- Copa sèrbia de futbol

## Principals clubs
- FK Crvena Zvezda (Belgrad)
- FK Partizan (Belgrad)
- OFK Beograd (Belgrad)
- FK Zemun (Belgrad)
- FK Obilić (Belgrad)
- FK Rad (Belgrad)
- FK Železnik Belgrad (Belgrad)
- FK Radnički Niš (Niš)
- FK Vojvodina (Novi Sad)
- FK Spartak Subotica (Subotica)
- FK Mladost Apatin (Apatin)
- FK Hajduk Rodić M&B Kula (Kula)
- FK Banat Zrenjanin (Zrenjanin)
- FK Borac Čačak (Čačak)
- FK Smederevo (Smederevo)
- FK Napredak Kruševac (Kruševac)

## Jugadors destacats
Fonts:
Des de 1920
- Dragan Jovanović

Des de 1930
- Milorad Arsenijević
- Ivan Bek
- Milutin Ivković
- Blagoje Marjanović
- Branislav Sekulić
- Aleksandar Tirnanić
- Đorđe Vujadinović

Des de 1940
- Predrag Đajić
- Rajko Mitić
- Srđan Mrkušić
- Branko Stanković

Des de 1950
- Vujadin Boškov
- Miloš Milutinović
- Todor Veselinović

Des de 1960
- Vladimir Durković
- Milan Galić
- Borivoje 'Bora' Kostić
- Ilija Pantelić
- Dragoslav Šekularac
- Milutin Šoškić
- Velibor Vasović

Des de 1970
- Jovan Aćimović
- Dragan Džajić
- Stanislav Karasi
- Ilija Petković
- Vladimir Petrović
- Slobodan Santrač
- Dušan Savić
- Dragoslav Stepanović

Des de 1980
- Dragan Pantelić
- Nenad Stojković

Des de 1990
- Miroslav Djukić
- Vladimir Jugović
- Savo Milošević
- Dejan Petković
- Dragan Stojković

Des de 2000
- Slaviša Jokanović
- Siniša Mihajlović
- Mateja Kežman
- Darko Kovačević
- Dejan Stanković
- Nemanja Vidić

## Principals estadis

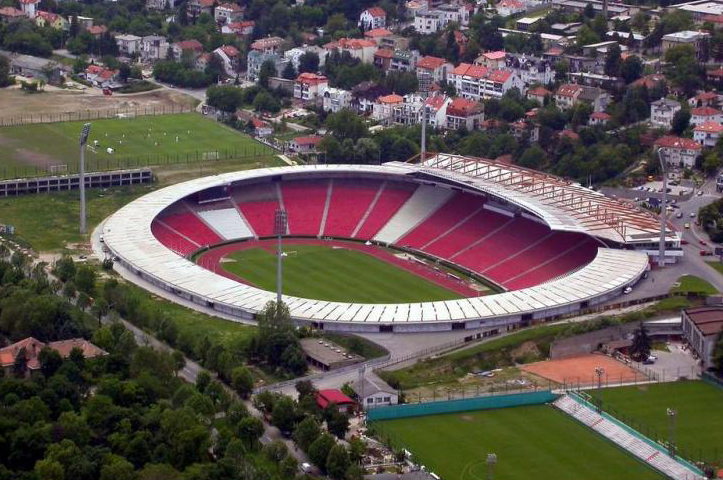
Estadi Crvena Zvezda.

- Estadi Crvena Zvezda (Belgrad)
- Estadi Partizan (Belgrad)